# Fossilisation (linguistique)
La fossilisation en morphologie linguistique désigne deux phénomènes proches. 

## Deux définitions proches
Le premier est la conservation d’éléments linguistiques anciens ayant perdu leur fonction grammaticale dans la langue. Le second correspond à la perte de productivité d’un paradigme grammatical (comme un affixe), bien que certains de ses éléments restent en usage dans des mots spécifiques.
Des exemples de fossilisation incluent les morphèmes fossilisés et les mots fossiles.

## Fossilisation de l’interlangue
Le terme de fossilisation de l’interlangue fait référence aux types d’erreurs fréquentes chez les apprenants adultes d’une langue seconde, erreurs qui diffèrent de l’usage idiomatique des locuteurs natifs. Ces erreurs consistent en des généralisations fautives ou des règles simplifiées, et peuvent être classées en quatre catégories : fossilisation phonologique, lexicale, syntaxique et pragmatique. Ces erreurs tendent à persister quel que soit le niveau d’exposition à la langue ou le niveau d’instruction.